# (9178) Momoyo
(9178) Momoyo (1991 DU) – planetoida z pasa głównego asteroid okrążająca Słońce w ciągu 4,9 lat w średniej odległości 2,88 j.a. Odkryta 23 lutego 1991 roku.